# 休会
休会（きゅうかい）とは、議会の会期と会期の間の活動休止期間のこと、または議会の会期中に一時的休止をすること。日本語において日本の国会に用いる場合は専ら後者の意に限られ、前者を表す場合は閉会（閉会中）という表現を使う。なお、日本の議会制度では「休会」は議会もしくは議院の意思により会期中に自律的にその活動を休止することを指し、議会や議院以外の国家機関の意思により会期中に他律的にその活動を休止する場合には「停会」と呼んで区別する（ただし、日本国憲法下では停会の制度はない）。

## 概要
日本の国会の場合、会期と会期の間を閉会（中）と呼ぶのに対し、会期中の一時的休止を休会といい、法規上「国会の休会」と「議院の休会」の2種類が定められている。会期中、国の行事、年末年始その他議案の都合等の理由により両院の議事を休止するのが相当である場合は、両院議長の協議を経て、衆参両院一致の議決をもって、あらかじめ日数を定めて休会することができる（国会の休会）。この場合、衆議院の優越はなく両院の議決が必要となる。各議院が単独で自院のみの休会を議決することも可能で、この場合は他院との事前協議は不要である（議院の休会）。国会の休会の日数に法規上の制限はないが、議院の休会は（1回の休会につき）10日以内（第2回国会までは7日以内）との制限がある。一つの会期中における休会の回数についての制限はなく、1会期中に2回休会した実例がある。
また、これら本会議での議決に基づく正式な休会の他に、議院運営委員の懇談等で決められる事実上の休会もあり、こちらは俗に自然休会と呼ばれる。常会の召集時期が12月だった頃の1990年まではほぼ毎年、年末年始はこの自然休会となっていた他、統一地方選挙や与党党首選挙等その他の政治日程を理由とした自然休会の例もある。自然休会と区別する場合、正式な休会は俗に議決休会と呼ばれる。
議決休会、自然休会のいずれも、会期の日数計算には影響を与えない（休会期間の分だけ会期が自動的に繰延べとなるわけではない）。
日本国憲法における衆議院の優越規定（法律案におけるみなし否決の60日、予算・条約の自然成立の30日、首相指名の自然成立の10日）の日数計算では「国会休会中の期間」は除外される（休会期間の分だけ成立が遅れる）。両院の議決を要する「国会の休会」のみがそのような「先延ばし」の対象であり「議院の休会」はその対象とされない（議院の休会の期間はそのままそれら優越規定の日数に算入される）ため、参議院がそれらの優越規定の適用の先延ばし（会期終了への追込み等）を企図して単独で自院のみの休会を行い抵抗する、という手法をとることはできない（あえてそのような手法をとることで参議院としての姿勢を世論に示すことはできるが、直接的な法的効果はない）。

### 休会中における本会議・委員会等の開議
国会の休会中、各院議長において緊急の必要があると認めたとき、又は総議員の4分の1以上の議員から要求があつたときは、他院の議長と協議の上、本会議を開くことができる。議院の休会中においても同様の要件で本会議を開くことができる（この場合は他院との事前協議は不要）。
国会の休会、議院の休会とも、その対象は本会議のみならず委員会・調査会等にも及ぶが、休会の前に当該委員会等で「休会中も審査をする」旨の議決がなされた場合、又は休会に入った後においては当該院の議長の許可があれば、休会中の委員会等の開催、委員等の派遣は可能とされる（本会議の休会中開議と異なり、委員会等レベルの休会中開議は国会の休会の場合であっても他院議長との協議は不要）。
休会中の本会議・委員会等の開催日はそのまま休会の日数として算入される。

### 過去の休会の例
国会の休会例は過去に4例。議院の休会は衆院で2例ある。
| 国会 回次 | 種別 | 議決年月日               | 休会 日数 | 休会期間                                           | 理由                                                               | 休会中の会議等開会                                                                         |
| --------- | ---- | ------------------------ | --------- | -------------------------------------------------- | ------------------------------------------------------------------ | ------------------------------------------------------------------------------------------ |
| 第1回     | 国会 | 1947年(昭和22年)6月3日   | 19日間    | 1947年(昭和22年)6月4日 - 1947年(昭和22年)6月22日   |                                                                    | なし                                                                                       |
| 第1回     | 国会 | 1947年(昭和22年)8月30日  | 14日間    | 1947年(昭和22年)9月1日 - 1947年(昭和22年)9月14日   |                                                                    | なし                                                                                       |
| 第2回     | 国会 | 1947年(昭和22年)12月11日 | 40日間    | 1947年(昭和22年)12月12日 - 1948年(昭和23年)1月20日 | （年末年始のため）                                                 | なし                                                                                       |
| 第3回     | 国会 | 1948年(昭和23年)10月23日 | 15日間    | 1948年(昭和23年)10月24日 - 1948年(昭和23年)11月7日 |                                                                    | 本会議:なし 衆・議院運営委員会:10月26日 衆・不当財産取引調査に関する特別委員会:11月4日-6日 |
| 第5回     | 衆院 | 1949年(昭和24年)2月19日  | 10日間    | 1949年(昭和24年)2月21日 - 1949年(昭和24年)3月2日   | （会期中の内閣総辞職 ・新内閣組閣による予算等 国会提出遅延のため） | なし                                                                                       |
| 第10回    | 衆院 | 1951年(昭和26年)3月13日  | 1日間     | 1951年(昭和26年)3月16日                            | 幣原喜重郎衆議院葬のため                                           | なし                                                                                       |

- 理由欄には、休会の提案時に議長から実際に説明のあったものを記入。説明がなかったものについては当時の政治状況を丸括弧内に記入。
- 第5回国会の議院休会の例においては、参議院は自然休会している（衆議院から「国会の休会」議決の打診があったが、既に参院は自然休会とすることを議院運営委員会で決めていたため衆院のみ議決休会となった）。
- 第10回国会の議院休会の例においては、3月16日、参議院本会議にあっても「哀悼の意を表するため」として、当初の議事日程9件のうち4件を終えた時点で「延会」が満場一致で了承された（本会議10時14分開議、10時43分散会）。